# 格赖扬
格赖扬（法語：Grailhen）是法国上比利牛斯省的一个市镇，属于巴涅雷德比戈尔区（Bagnères-de-Bigorre）维耶尔奥尔县（Vielle-Aure）。该市镇总面积6.06平方公里，2009年时的人口为17人。

## 人口
格赖扬人口变化图示